# Stazione di Nishinomiya (JR West)
La stazione di Nishinomiya (西宮駅?, Nishinomiya-eki) è una stazione ferroviaria di Nishinomiya, nella prefettura di Hyōgo. Si trova sulla linea JR Kōbe, sezione della linea principale Tōkaidō, ed è servita dai treni locali e rapidi.

## Linee
- JR West
  - ■ Linea JR Kōbe (Linea principale Tōkaidō)

## Caratteristiche
La stazione ha due banchine a isola serventi quattro binari.
| 1 | ■ Linea JR Kōbe |  | Rapidi per Sannomiya e Himeji all'ora di punta       |
| 2 | ■ Linea JR Kōbe |  | Locali e Rapidi per Ashiya, Sannomiya e Himeji       |
| 3 | ■ Linea JR Kōbe |  | Locali e rapidi per Amagasaki, Osaka e Kyoto         |
| 4 | ■ Linea JR Kōbe |  | Rapidi per Amagasaki, Osaka e Kyoto all'ora di punta |

## Stazioni adiacenti
| «                                   | Servizio      | »                |
| Linea JR Kōbe                       | Linea JR Kōbe | Linea JR Kōbe    |
| ----------------------------------- | ------------- | ---------------- |
| Kōshienguchi                        | Locale        | Sakura Shukugawa |
| Amagasaki                           | Rapido        | Ashiya           |
| I treni Rapidi speciali non fermano |               |                  |